# William Zadig
William Zadig, também grafado como Wilhelm Zadig (Malmö, 21 de julho de 1884 – Malmö, 25 de abril de 1952) foi um escultor sueco, famoso por ter em São Paulo diversas de suas esculturas instaladas. Suas obras são, majoritariamente, elaboradas com bronze.

## Início e vinda para São Paulo
Willian Zadig nasceu na Suécia em 1884, e estudou na Escola de Belas Artes de Malmö. Desenvolveu sua carreira em Berlim e Paris, e teve atuação importante em São Paulo, quando se mudou para a capital paulista na década de 1910 e foi professor no Liceu de Artes e Ofícios. No Brasil ele conheceu e casou-se com Maria da Gloria Capote Valente. Em 1912 participou da II Exposição Brasileira de Belas Artes, realizada em São Paulo. Suas esculturas passam a compor o cenário paulistano ao longo das décadas seguintes. Entre 1912-1913 o Monumento a a João Mendes de Almeida é instalado na Praça João Mendes, região central de São Paulo.

## Monumento à Olavo Bilac

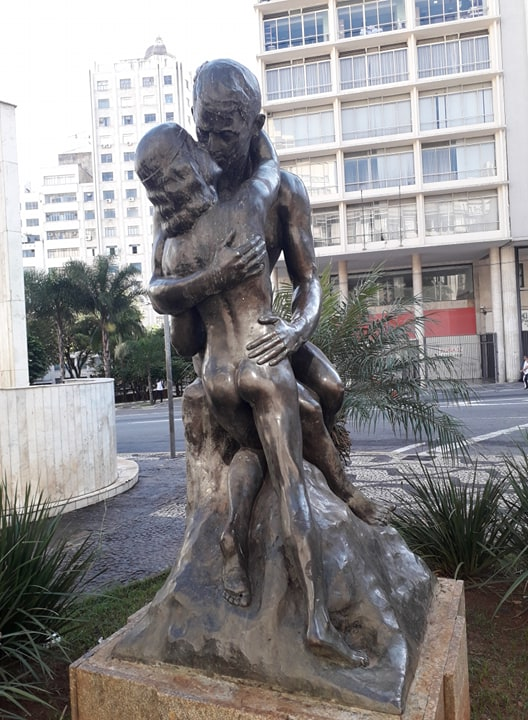
O Idílio ou Beijo Eterno, de William Zadig, inaugurado em 1922

Em 1922, para comemorar o centenário da independência do Brasil, é inaugurado o monumento em homenagem à Olavo Bilac. A obra foi idealizada pela Liga Nacionalista, composta principalmente por estudantes e professores da Faculdade de Direito de São Paulo, além de integrantes da Faculdade de Medicina e Escola Politécnica de São Paulo. Bailes e peças teatrais foram realizadas com a intenção de arrecadar fundos, e a pedra fundamental foi lançada em 1920. A obra foi desenvolvida em Copenhague, Dinamarca, pois no exterior o acesso à matéria-prima (bronze), seria um facilitador. Foi usado o bronze fundido na empresa dinamarquesa Aug & Jensen. O monumento foi colocado no belvedere da Avenida Paulista (atual Praça Marechal Cordeiro de Farias), sua montagem teve início em agosto de 1922, e inaugurada em 7 de setembro. Dias antes, quando as peças estavam todas colocadas em sua posição final, os tapumes que escondiam o trabalho de Zadig na montagem foram retirados, mas um tecido branco foi colocado sobre o monumento, garantindo a surpresa para a população. Mas após reclamações diversas (sobre a nudez presente na peça Beijo Eterno e sobre o fato do tamanho da obra atrapalhar o trânsito da cidade) a obra é recolhida para um depósito da prefeitura em 1936, e décadas depois é dividida em cinco partes, sendo espalhada em pontos diferentes da cidade. O grupo escultórico intitulado Beijo Eterno (que representa o amor entre um jovem francês e uma índia) é instalado no Largo do Cambuci em 1956 com a autorização do prefeito de São Paulo, Jânio Quadros, sendo recolhido novamente em menos de 24 horas, após novas reclamações sobre a nudez da peça; e tem sua instalação realizada em 1966 no Largo São Francisco, em frente à Faculdade de Direito de São Paulo, local onde atualmente se encontra. O outro grupo chamado Pátria e Família foi instalado somente em 1957 na Avenida Salim Farah Maluf, distrito do Tatuapé, mudando de endereço mais duas vezes, a primeira em 1999, quando passa para a Praça Kennedy, e em 2000 para a Praça José Moreno. O busto de Olavo Bilac saiu do depósito somente em 1988, sendo instalado na Avenida Sargento Mario Kozel Filho, distrito do Paraíso. Nesse mesmo ano, Tarde, parte do monumento também conhecido como O Pensador, é instalada no Parque da Independência, numa das vias laterais do parque; e a peça Caçador de Esmeralda, outra das várias partes desse monumento, se encontra há décadas no pátio da Escola Estadual Fernão Dias.

## Morte
Zadig morreu em 1952, mas sobre o local há 
informações divergentes, com fontes apontando sua cidade natal, Malmö, e Paris.